# Habenaria mientienensis
Habenaria mientienensis är en orkidéart som beskrevs av Tang och Fa Tsuan Wang. Habenaria mientienensis ingår i släktet Habenaria och familjen orkidéer.
Artens utbredningsområde är Burma. Inga underarter finns listade i Catalogue of Life.